# Славенка
Славенка (каз. Славен) — село в Карабалыкском районе Костанайской области Казахстана. Административный центр Кособинского сельского округа. Находится примерно в 45 км к югу от районного центра, посёлка Карабалык. Славенка была основана целинниками в 1954 году. Код КАТО — 395057100.

## География
Рядом с селом к северо-востоку расположено пересыхающее озеро Карагайлы, в 7 км к северо-востоку от села расположено пересыхающее озеро Сазанбай, в 11 км к северо-востоку — пересыхающее озеро Каракопа.

## Население
В 1999 году население села составляло 1123 человека (557 мужчин и 566 женщин). По данным переписи 2009 года, в селе проживало 595 человек (298 мужчин и 297 женщин).